# Ходанич Петро Михайлович
Ходанич Петро Михайлович (*28 червня 1951, Раково) — український прозаїк і скульптор-різьбяр по дереву. Член Національної спілки письменників України, член Національної спілки майстрів народного мистецтва України. Заслужений майстер народної творчості України (2021). Чоловік поетеси Повх Лідії Петрівни.

## Біографічні відомості
Ходанич Петро Михайлович народився 28 червня 1951 року в селі Раково Перечинського району Закарпатської області.
Закінчив Ужгородське училище прикладного мистецтва та Московський літературний інститут ім. М. Горького. Кандидат педагогічних наук, доцент Закарпатського інституту післядипломної педагогічної освіти. Відмінник освіти України.
Автор книжок «Тиждень у горах», «Степанова земля», «Портрет орендатора», «Міст через Тису», «Знак дракона»; монографій «Педагогічна та культурно-освітня діяльність українських письменників-емігрантів на Закарпатті у міжвоєнний період (1919—1939 рр.)», «Педагогічна освіта на Закарпатті» (у співавторстві); автор навчальної та навчально-методичної літератури з історії педагогіки, літератури та мистецтва.
Петро Ходанич разом із Степаном Шолтесом і Василем Брензовичем був засновником Спілки професійних художників Закарпаття. Є знаним майстром малої дерев'яної пластики і монументального сакрального різьблення, серед яких — іконостаси в церквах Ужгорода, Ужгородського, Свалявського та Перечинського районів, аналої, престоли, жертовники, кіоти, єпископські герби в церквах Закарпаття. Ходанич є також автором проекту реконструкції іконостасу церкви Святого Духа у Колочаві. Його різьблення прикрашає санаторії, зокрема «Сонячне Закарпаття» та «Гірська Тиса». Багато робіт у приватних колекціях в Україні, Росії, Угорщині, Німеччині, Франції, Англії, Ізраїлю, Канади та США.
Голова Закарпатської обласної організації НСПУ до лютого 2012

## Відзнаки
- Лауреат Міжнародної українсько-румунської літературної премії «Карпатська корона», обласної премії імені Федора Потушняка (тричі)[4] та премії імені Ірини Вільде.